# Хуан Муньїс (футболіст, 1992)
Хуан Муньїс Гальєго (ісп. Juan Muñiz Gallego, нар. 14 березня 1992, Хіхон) — іспанський футболіст, півзахисник.
Виступав за юнацькі збірні Іспанії.

## Клубна кар'єра
Народився 14 березня 1992 року в місті Хіхон. Вихованець академії місцевого «Спортінга».
У дорослому футболі дебютував 2009 року виступами за його другу команду, а з 2010 року почав залучатися до ігор основної команди на рівні Ла-Ліги. Сезон 2013/14 провів в оренді у друголіговому «Мірандесі», повернувшись звідки став гравцем основного складу рідної команди, що на той час також вже змагалася у Сегунді. У першому ж сезоні допоміг «Спортінгу» повернутися до елітного іспанського дивізіону. Утім на рівні Ла-Ліги тренерський штаб на нього не розраховував, тож, провівши в сезоні 2015/16 лише чотири гри в чемпіонаті, вже по його ходу Муньїс залишив «Спортінг», перейшовши до друголігового «Хімнастіка» (Таррагона), в якому провів наступні два з половиною роки.
Відігравши сезон 2018/19 за «Луго», також у Сегунді, гравець прийняв пропозицію продовжити кар'єру в Грецтії у складі «Волоса». За рік, влітку 2020 року, перейшлв до іншого грецького клубу, «Атромітоса».

## Виступи за збірні
2008 року провів одну гру за юнацьку збірну Іспанії (U-17). 
У складі збірної 19-річних 2011 року став переможцем тогорічної юнацької першості Європи, на груповому етапі якої відзначився забитим голом у ворота бельгійських однолітків.

## Титули і досягнення
- Володар Суперкубка Малайзії (2):

«Джохор Дарул Тазім»: 2023, 2024
- Чемпіон Малайзії (2):

«Джохор Дарул Тазім»: 2023, 2024-25
- Володар Кубка Футбольної асоціації Малайзії (2):

«Джохор Дарул Тазім»: 2023, 2024
Збірні
- Чемпіонат Європи (U-19): 2011